# EmQuartier
The EmQuartier là một trung tâm thương mại lớn ở Bangkok, Thái Lan mở cửa vào tháng 5 năm 2015. Trung tâm thương mại kết nối với Phrom Phong trên Tuyến Sukhumvit thuộc BTS Skytrain.
Nó là một trong ba trung tâm thương mại tại “EM District”, cùng với Emporium và EmSphere. Cả ba tòa nhà có tổng diện tích là 2.700.000 foot vuông (250.000 m2) không gian mua sắm phức hợp và nằm trên khu đất 50-rai giao với Công viên Benchasiri. Trung tâm thương mại được quản lý bởi The Mall Group.
Được thiết kế bởi công ty kiến trúc Leeser Architecture, tòa nhà có một khu vườn ngoài trời rộng 30 feet ở tầng năm, sáu tầng nhà hàng ăn uống nằm trên tầng xoắn ốc, một cụm rạp chiếu phim tám rạp bao gồm rạp IMAX cũng như lối đi bộ và hác nước năm tầng, và hai tầng hầm đỗ xe. Trung tâm được chia thành ba khu, đặt tên là Helix Quartier, Waterfall Quartier và Glass Quartier.

## Các khu chính
- Q Stadium
- Gourmet Market
- Quartier Food Hall
- Quartier Cineart 8 Cinemas
- Bhiraj Tower tại EmQuartier